# PPD (mitra)
Con PPD (Пистолет-пулемёт Дегтярёва, pistolet pulemjot Degtjarëva 'pistola mitragliatrice Degtjarëv') si identifica una famiglia di pistole mitragliatrici sovietiche progettate a partire dal 1934 da Vasili Degtjarjov. SI trattava di armi dall'impostazione classica, con calcio in legno, possibilità di fuoco selettivo e azionamento ad otturatore aperto a rinculo. Con l'inizio del conflitto nel 1941 furono rimpiazzati dal più semplice ed economico PPŠ-41.

## Storia

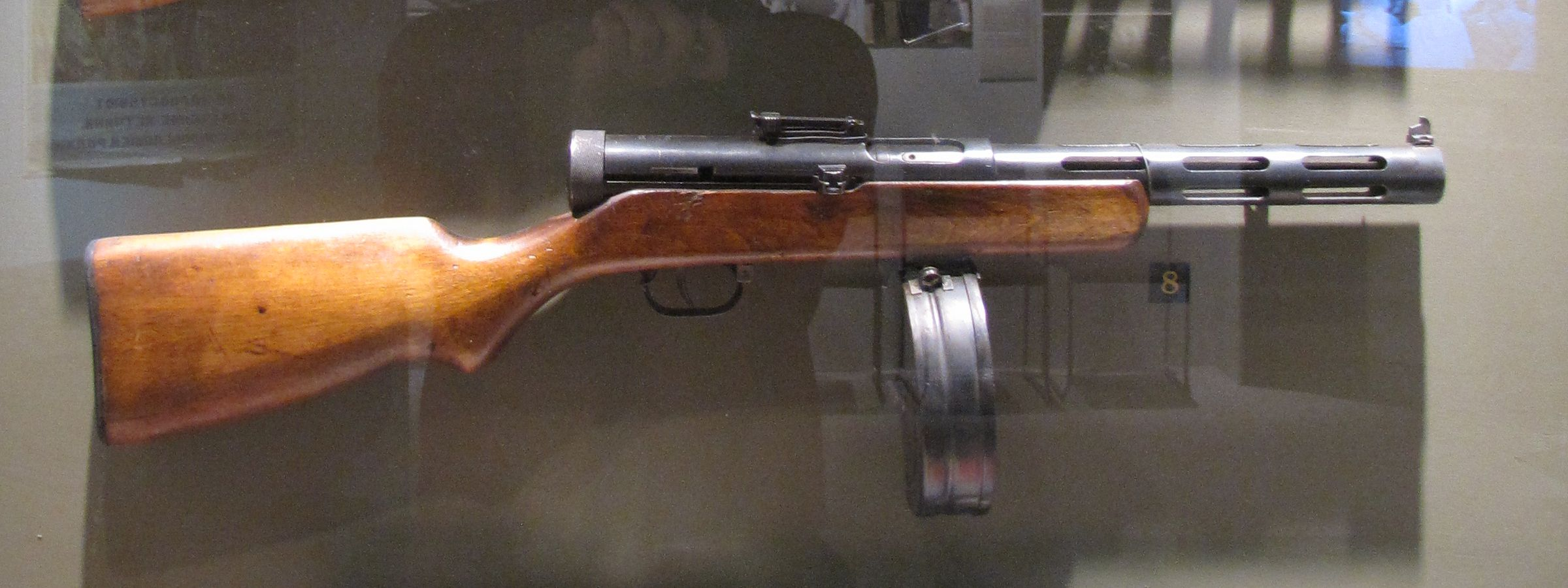
PPD-34/38

Progettato da Vasili Degtjarjov, il PPD era camerato per il classico proiettile russo 7,62 × 25 mm Tokarev, basato e totalmente intercambiabile con il 7,63 × 25 mm Mauser usato nella pistola tedesca C96. Come molte armi sovietiche, il PPD impiegava caricatori a tamburo ad alta capacità.

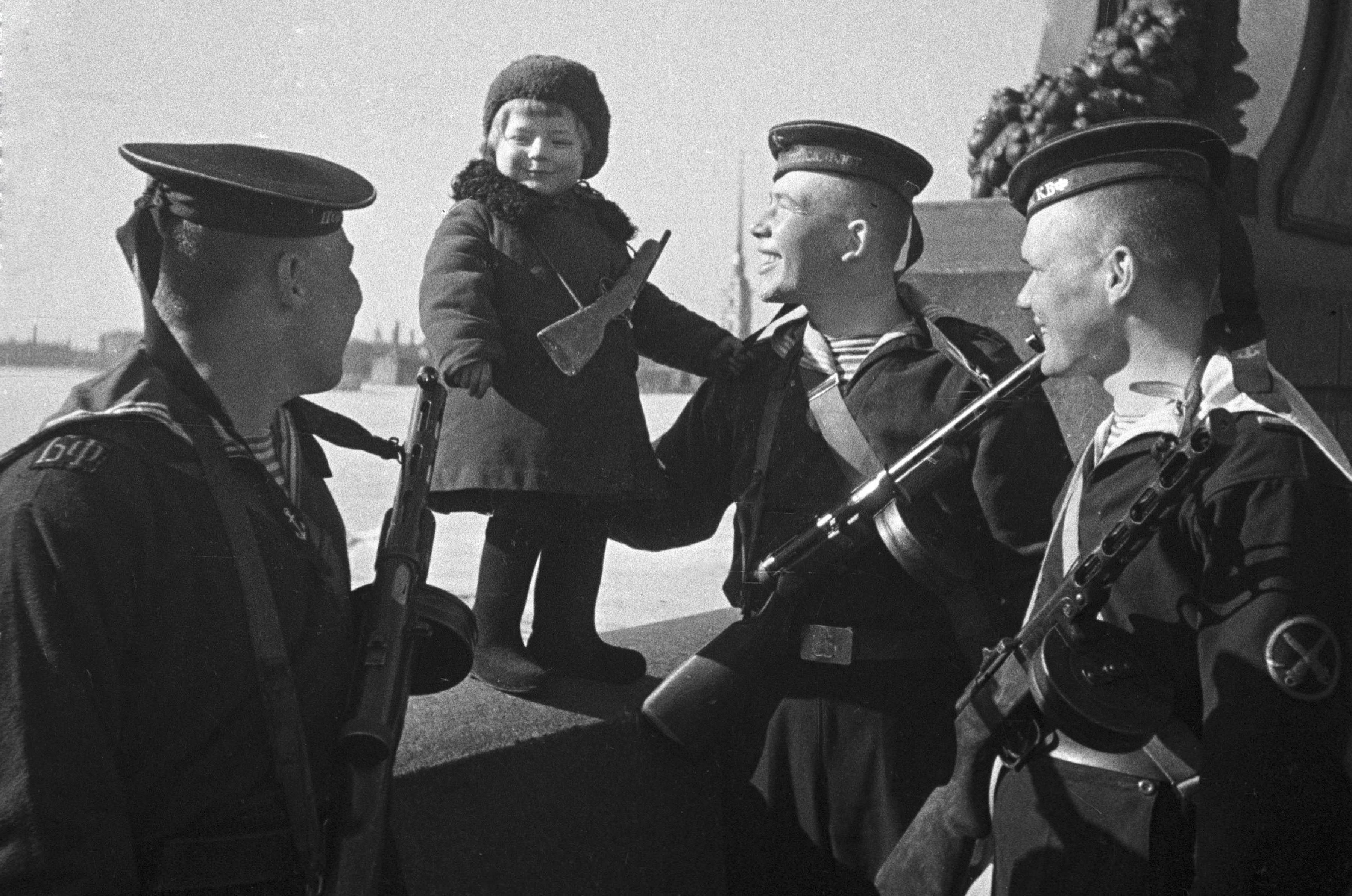
Marinai della Flotta del Baltico armati con PPD-40 (sinistra) e PPŠ-41 (destra) nel maggio del 1943.

Il PPD entrò in servizio ufficialmente nell'armata rossa nel 1935 con la denominazione PPD-34, sebbene non fu mai prodotto in grandi quantità a causa di problemi di produzione che non furono risolti fino al tardo 1937. I dati di produzione registrano 44 esemplari realizzati nel 1934 e 23 nel 1935, per arrivare ad un regime appena sufficiente con 1.291 esemplari nel 1937, 1.115 nel 1938 e 1.700 nel 1939. L'arma fu impiegata dalle forze dell'NKVD, dalla polizia e dalle pattuglie di confine. Cosa poco nota è che il PPD fu dichiarato inservibile già a partire dal 1939 e tutti gli ordini emanati per la produzione vennero definitivamente cancellati. Questo decisione fu rivista e revocata solo dopo un incontro privato tra Degtjarëv e Stalin (tra i due vi era un ottimo rapporto di amicizia). Durante la Guerra d'inverno nel biennio 1939-1940 la mancanza cronica di armi automatiche costrinse l'Unione Sovietica a schierare sul campo persino i mai utilizzati Fëdorov Avtomat.
Le modifiche apportate al progetto iniziale nel 1938 e 1940 per semplificare l'arma e permetterne una più rapida produzione portarono alle due nuove rispettive designazioni PPD-34/38 e PPD-40. La produzione di massa cominciò nel 1940 con 81.118 esemplari realizzati per la fine dell'anno. Tuttavia, si giunse alla conclusione che il PPD fosse troppo costoso in termini di ore di lavoro e di denaro, vista anche la gran quantità di parti realizzata per tornitura e fresatura (lo stampaggio in Unione Sovietica non prenderà piede fino al 1941-1942). Sebbene usato nelle prime fasi dell'Operazione Barbarossa, l'arma venne rapidamente soppiantata dal PPŠ-41, che divenne il nuovo standard a partire dalla metà del 1941. La fortuna di Shpagin dipese dal fatto che si decise finalmente di sostituire il costoso processo di fresatura con uno rapido ed economico di stampaggio, in particolar modo per i castelli delle armi. Oltretutto, il compensatore del PPŠ lo rendeva molto più preciso del PPD. La produzione del PPD calò con rapidità incredibile, con 5.868 armi realizzate nel 1941 a fronte dei 98.644 PPŠ (che diventeranno 1.580.000 l'anno seguente).
I PPD catturati dai finlandesi furono ridistribuiti alla guardia costiera e alla guardia civile e tenuti in magazzino come armi di riserva fino agli anni sessanta. Gli esemplari di PPD-34/38 e PPD-40 catturati dalla Wehrmacht, invece, furono ridesignati rispettivamente MP 715(r) e MP 716(r).
Un certo numero di PPD (difficilmente quantificabile a causa dell'assenza di documentazione affidabile) fu realizzato dagli armaioli partigiani. Queste armi, prodotte almeno fino alla fine del 1944, continuavano ad usare la tornitura per la realizzazione, dato che lo stampaggio avrebbe richiesto macchinari industriali impossibili da ottenere per i partigiani. I numeri esatti sono impossibili da ottenere, ma si sa per certo che vi erano almeno 6 armaioli, ognuno impegnato a realizzare le proprie armi. Uno di questi avrebbe prodotto ben 28 pistole mitragliatrici in due anni.

## Utilizzatori
- Albania[9]
- Taiwan
- Finlandia[10][11]
- Corea del Nord[11]
- Unione Sovietica[12]
- Spagna[13][14]